# Whayne Wilson
Whayne Wilson Harris (7 de setembro de 1975 - 18 de maio de 2005) foi um futebolista profissional costarriquenho que atua como atacante. 

## Carreira
Whayne Wilson representou a Seleção Costarriquenha de Futebol nas Olimpíadas de 2004.